# Kabupaten
Kabupaten – jednostka podziału administracyjnego w Indonezji; o szczebel niższa od prowincji, równa rangą z kota (okręgiem miejskim). Kabupaten dzielą się na kecamatan – odpowiedniki gmin.
W większości języków odpowiednikiem kabupaten jest dystrykt, polskim odpowiednikiem jest powiat.
Każdy kabupaten posiada samorząd składający się z Regionalnej Ludowej Izby Reprezentantów, której członkowie są wybierani w wyborach powszechnych, i bupati, jednoosobowego organu wykonawczego.